# Fundevogel
Ave-achado é um conto de fadas alemão compilado pelos Irmãos Grimm. É o conto número 51 (KHM 51). Conta a história de um menino achado numa floresta e depois perseguido por uma velha bruxa. Enquadra-se no Tipo 313 do Sistema Aarne-Thompson-Uther (ATU) de classificação de contos folclóricos, sobre a fuga mágica. De fato, ao fugir da bruxa, o menino e a irmã mudam sucessivamente de forma, fenômeno comum na mitologia e folclore. 

## História
Um silvicultor (Förster em alemão, em algumas traduções "guarda florestal") está numa floresta caçando quando encontra um bebê no alto de uma árvore. A mãe do bebê estava dormindo quando uma ave de rapina a arrebatou e levou até lá. Por ter sido achado numa árvore e levado por um pássaro, o menino recebe o nome alemão de Fundevogel (de gefunden, achado + Vogel, pássaro), em português "Ave-achado".
O menino é criado junto com a filha do guarda florestal, Lenchen. Um dia, ela observa que a velha cozinheira, que é uma bruxa, está trazendo baldes de água para a casa. Questionada pela menina, a cozinheira revela que no dia seguinte pretende ferver a água e cozinhar o menino nela.